# Vanessa Neigert

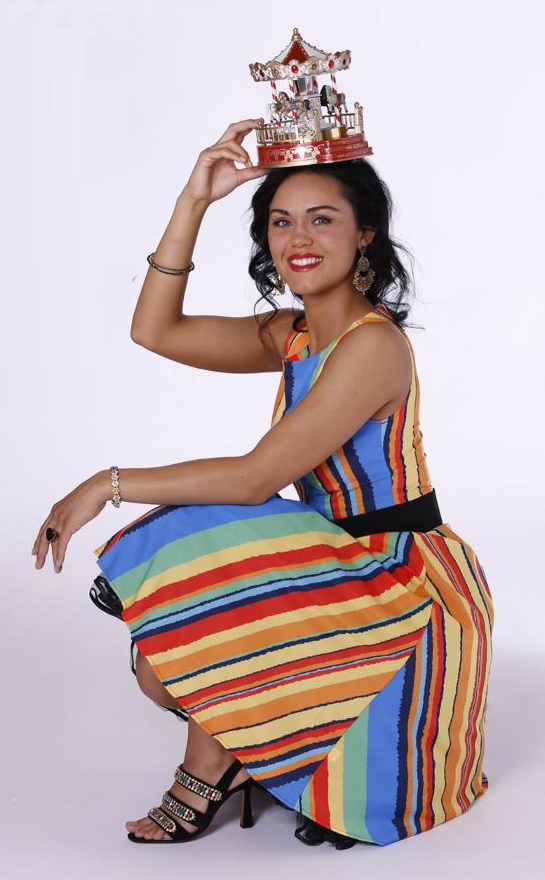
Vanessa Neigert 2018

Vanessa Neigert (* 11. Juli 1992 in Treviglio, Italien) ist eine deutsche Schlagersängerin und DSDS-Teilnehmerin.

## Leben
Neigert kam als Tochter von Hochseilartisten zur Welt. Als 16-Jährige nahm sie im Jahr 2009 an der sechsten Staffel von Deutschland sucht den Superstar teil, wo sie den sechsten Platz erreichte. Sie war bis jetzt die erste Künstlerin, die bei DSDS deutsche Schlager-Oldies interpretierte. In der Show sang sie überwiegend Schlager der 1950er- und 1960er-Jahre. Ihre Liebe zur Musik und Mode dieser Zeit bringt sie mit passenden Petticoatkleidern zum Ausdruck.
Ihr Debütalbum Mit 17 hat man noch Träume, das Coverversionen deutscher Schlager wie von dem titelgebende Lied beinhaltet, erschien im Oktober 2009. Mit dem Album erreichte sie Platz 31 der deutschen Albumcharts.  Im Juni 2010 folgte das zweite Album Ich geb’ ne Party; beide Alben wurden zudem im Oktober 2010 als Doppelalbum Bild am Sonntag – Schlager Party veröffentlicht. In den folgenden Jahren trat sie unter anderem beim Herbstfest der Volksmusik, dem Sommerfest der Volksmusik, bei der RTL-2-Sendung Ballermann Hits und der ZDF-Sendung Willkommen bei Carmen Nebel auf.
Im Oktober 2012 erschien ihr drittes Studioalbum Volare. Das Werk enthielt mit Ich backe mir nen Mann erstmals auch einen direkt für Neigert geschriebenen Titel. Aus dem Album wurde im Oktober 2012 Volare als Downloadsingle ausgekoppelt. 2013 veröffentlichte Neigert die Schlager-Single Spürst du den Puls. 2014 erschienen das vierte Album Caprimond sowie die Singles Du und Hey Du!.
Im April 2019 folgte die Single An meiner Seite mit dazugehörigem Video im Rockabilly-Stil. Im Februar 2020 veröffentlichte sie die Single Gefühle sterben niemals beim Label Zoom Music. Neigert tritt des Öfteren im Fernsehen auf. u. a. im ZDF-Fernsehgarten und bei Immer wieder sonntags.
Sie war u. a. mit Stefan Mross, Inka Bause und Michael Hirte auf Tour.
2021 kam die Single Wenn du mein Herz berührst heraus.
Im Jahr 2021 nahm sie an der RTL-Tanzshow Let's Dance teil. Im Februar 2021 erschien die Single Tanz, Tanz, Tanz beim Label Telamo. Im April erschien das gleichnamige Album Tanz, Tanz, Tanz und die zweite Single Liebesliedphobie.
2016 und 2020 wurde Vanessa Neigert Mutter.

## Auftritte bei „Deutschland sucht den Superstar“
| Show (Datum)                                                    | Lied                          | Originalinterpret  | Platzierung   |
| --------------------------------------------------------------- | ----------------------------- | ------------------ | ------------- |
| Top-15-Show: Jetzt oder nie (28. Februar 2009)                  | Schöner fremder Mann          | Connie Francis     | 6,05 % (5/15) |
| Erste Mottoshow: Greatest Hits (7. März 2009)                   | Er gehört zu mir              | Marianne Rosenberg | 7,13 % (6/10) |
| Zweite Mottoshow: Geschlechtertausch (14. März 2009)            | Über den Wolken               | Reinhard Mey       | 11,40 % (5/9) |
| Dritte Mottoshow: Party-Hits (21. März 2009)                    | Ich will ’nen Cowboy als Mann | Gitte Hænning      | 10,03 % (6/8) |
| Vierte Mottoshow: Sexy-Hits (4. April 2009)                     | Yes Sir I Can Boogie          | Baccara            | 9,75 % (5/7)  |
| Fünfte Mottoshow: I Love You und Aktuelle Hits (11. April 2009) | Liebeskummer lohnt sich nicht | Siw Malmkvist      | 12,98 % (6/6) |
| Fünfte Mottoshow: I Love You und Aktuelle Hits (11. April 2009) | Gib mir Sonne                 | Rosenstolz         | 12,98 % (6/6) |

## Diskografie
Studioalben
- 2009: Mit 17 hat man noch Träume (Ariola)
- 2010: Ich geb ’ne Party (Ariola)
- 2012: Volare (Sevendaysmusic)
- 2014: Caprimond (Fiesta Records)
- 2021: Tanz Tanz Tanz (Telamo)

Sampler
- 2010: Bild am Sonntag: Schlager Party präsentiert von Vanessa Neigert (Ariola)

Singles
- 2009: Schöner fremder Mann (Ariola)
- 2010: Ein Student aus Uppsala (Ariola)
- 2012: Nel Blu Dipinto Di Blu (Volare) (Sevendaysmusic)
- 2012: Ich backe mir 'nen Mann (Sevendaysmusic)
- 2013: Spürst du den Puls (Fiesta Records)
- 2014: Du (Fiesta Records)
- 2014: Hey Du! (Fiesta Records)
- 2019: An meiner Seite (ZoomMusic)
- 2020: Gefühle sterben niemals (ZoomMusic)
- 2021: Wenn du mein Herz berührst (ZoomMusic)
- 2021: Tanz Tanz Tanz (Telamo)
- 2021: Liebesliedphobie (Telamo)